# Гилка Мачадо
Гилка да Коста де Мело Мачадо (порт. Gilka Machado; 12 марта 1893, Рио-де-Жанейро — 10 декабря 1980, там же) — бразильская поэтесса-символистка, писательница, феминистка, политик, активистка борьбы за права женщин.

## Биография
Её мать, Тереза Кристина Мониш да Коста, была театральной актрисой, а отец, Ортенсио да Гама де Соуза Мело — поэтом.
В 1910 году была одним из основателей Женской республиканской партии (Partido Republicano Feminino), которая выступала за право голоса бразильских женщин.

## Творчество
Одна из первых женщин, писавших в жанре эротической литературы в Бразилии.
Стихи начала писать ещё в детстве. В 14-летнем возрасте приняла участие в литературном конкурсе газеты A Imprensa, выиграв три главных премии со стихами под своим именем и псевдонимами. Критики были возмущены её стихами, назвав автора «аморальной матроной».
Её первый сборник стихов Cristais partidos был опубликован в 1915 году. Предисловие к книге написал Олаву Билак. В последующие годы она опубликовала книги: «Открытие парфюмерии» (1916), «Estado de Alma» (1917), «Poesias» (1915—1917)- (1918) и «Mulher Nua» в 1922 году.
В 1933 году выиграла конкурс журнала O Malho, как величайшая бразильская поэтесса XX века.

## Избранные произведения
- Cristais partidos, 1915
- A revelação dos perfumes, 1916
- Estado de alma, 1917
- Poesias (1915—1917), 1918
- Mulher nua, 1922
- Meu glorioso pecado, 1928
- Sublimação, 1938
- Velha poesia, 1965

## Награды
- Литературная премия Мачадо де Ассиса (1979)